# Phalera
Phalera es un gènere de lepidòpters ditrisis de la família dels notodòntids (Notodontidae),  subfamília Phalerinae.
El nom científic Phalera deriva del grec phaleros ("amb una marca blanca") i es refereix a la taca blanca sobre la zona apical de les ales anteriors.

## Històric i denominació
- El gènere Phalera ha estat descrit per l'entomòleg alemany Jakob Hübner el 1819.[1]
- L'espècie tipus d'aquest gènere és Phalera bucephala (Linnaeus, 1758)

### Sinonímia
- Acrosema (Meigen, 1830)[2]
- Hammatophora (Westwood, 1843)[3]
- Anticyra (Walker, 1855)[4]
- Dinara (Walker, 1856)[5]
- Horishachia (Matsumura, 1929)[6]
- Phaleromimus (Bryk, 1950)[7]
- Erconholda (Kiriakoff, 1968)[8]

## Taxonomia
Llista de les espècies
- Phalera acutoides Holloway, 1983.
- Phalera albizzae Mell, 1931.
- Phalera albocalceolata (Bryk, 1950).
- Phalera alpherakyi Leech, 1898.
- Phalera amboinae (Felder, 1861).
- Phalera angustipennis Matsumura, 1919.
- Phalera argenteolepis Schintlmeister, 1997.
- Phalera assimilis (Bremer i Grey, 1852).
- Phalera banksi Holloway, 1983.
- Phalera bucephala (Linnaeus, 1758)
- Phalera bucephalina (Staudinger i Rebel, 1901).
- Phalera bucephaloides (Ochsenheimer, 1810)
- Phalera combusta (Walker, 1855).
- Phalera cossioides Walker, 1863.
- Phalera eminens Schintlmeister, 1997.
- Phalera erconvalda (Schaus, ?1928).
- Phalera flavescens (Bremer i Gery, 1852).
- Phalera goniophora Hampson, 1910.
- Phalera grotei Moore, 1859.
- Phalera hadrian Schintlmeister, 1989.
- Phalera huangtiao Schintlmeister i Fang, 2001.
- Phalera javana Moore, 1859.
- Phalera mangholda (Schaus, 1928).
- Phalera minor Nagano, 1916.
- Phalera niveomaculata Kiriakoff, 1963.
- Phalera obscura Wileman, 1910.
- Phalera ora Schintlmeister, 1989.
- Phalera ordgara Schaus, 1928.
- Phalera parivala Moore, 1859.
- Phalera #ratllar Moore, 1849.
- Phalera sangana Moore, 1859.
- Phalera sebrus Schintlmeister, 1989.
- Phalera styx Holloway, 1983.
- Phalera sundana Holloway, 1982.
- Phalera surigaona Schaus.
- Phalera takasagoensis Matsumura, 1919.
- Phalera torpida Walker, 1865.
- Phalera wanqu Schintlmeister i Fang, 2001.

## Galeria

Phalera bucephala - MHNT
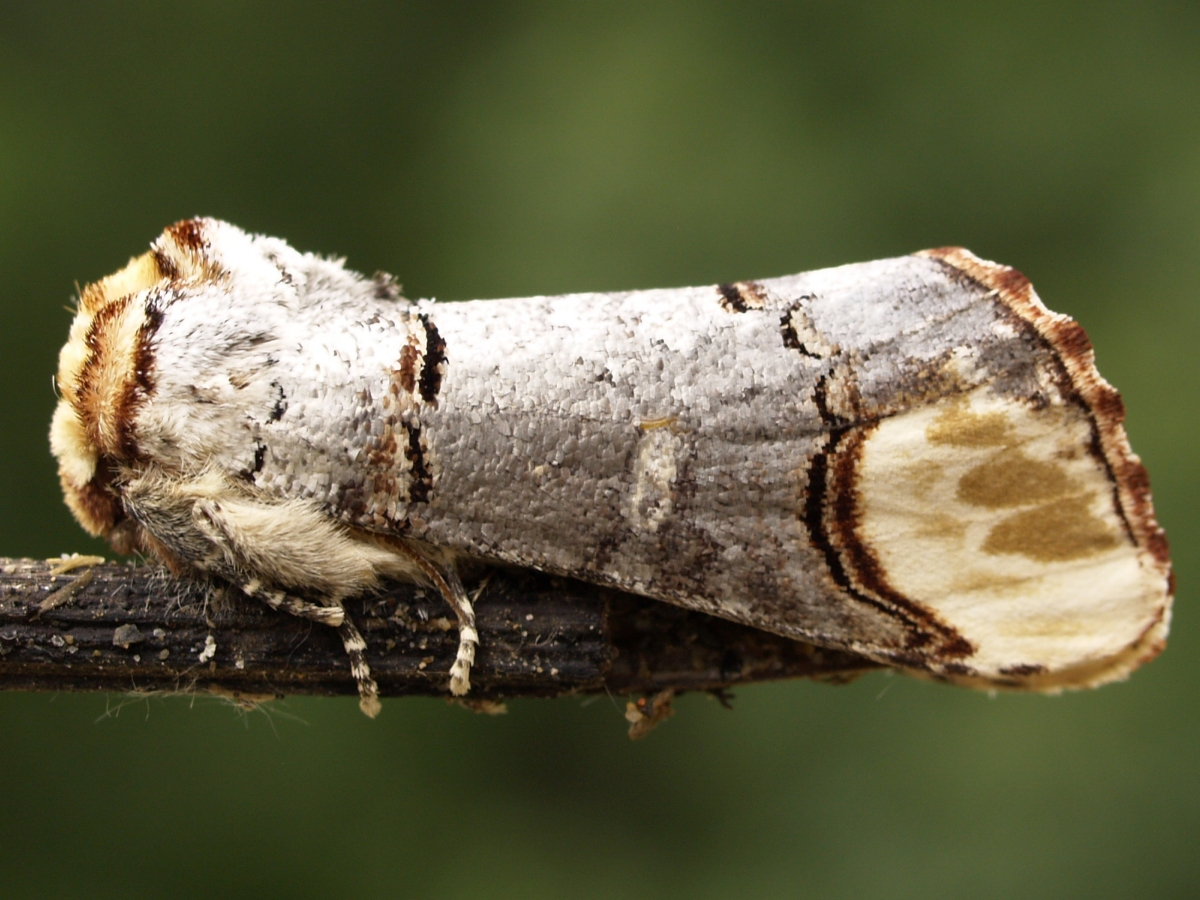
Phalera bucephala